# Xylophanes pyrrhus
Xylophanes pyrrhus is een vlinder uit de familie van de pijlstaarten (Sphingidae). De wetenschappelijke naam van de soort werd in 1906 gepubliceerd door Lionel Walter Rothschild & Heinrich Ernst Karl Jordan.

## Beschrijving

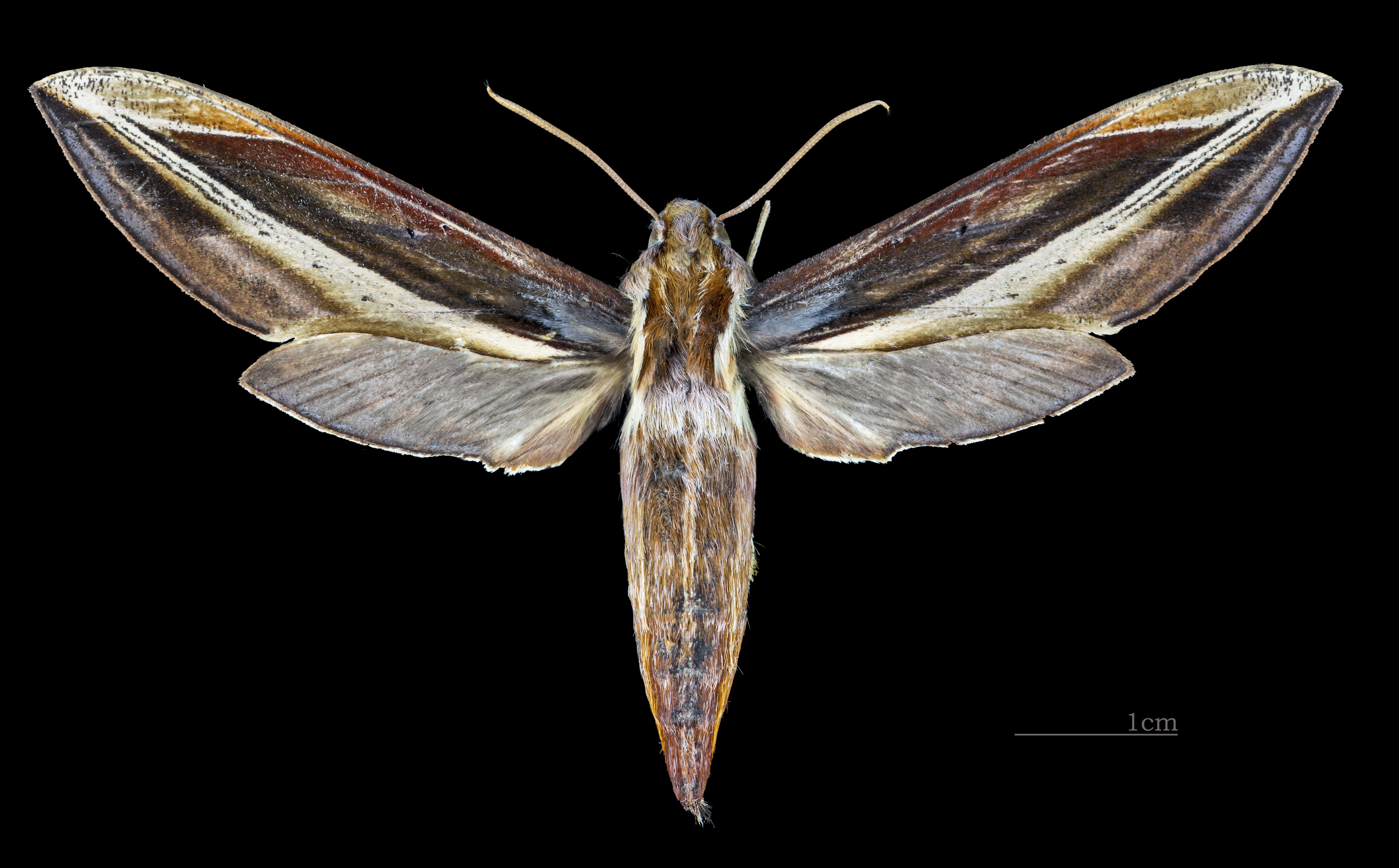
Xylophanes pyrrhus   ♀
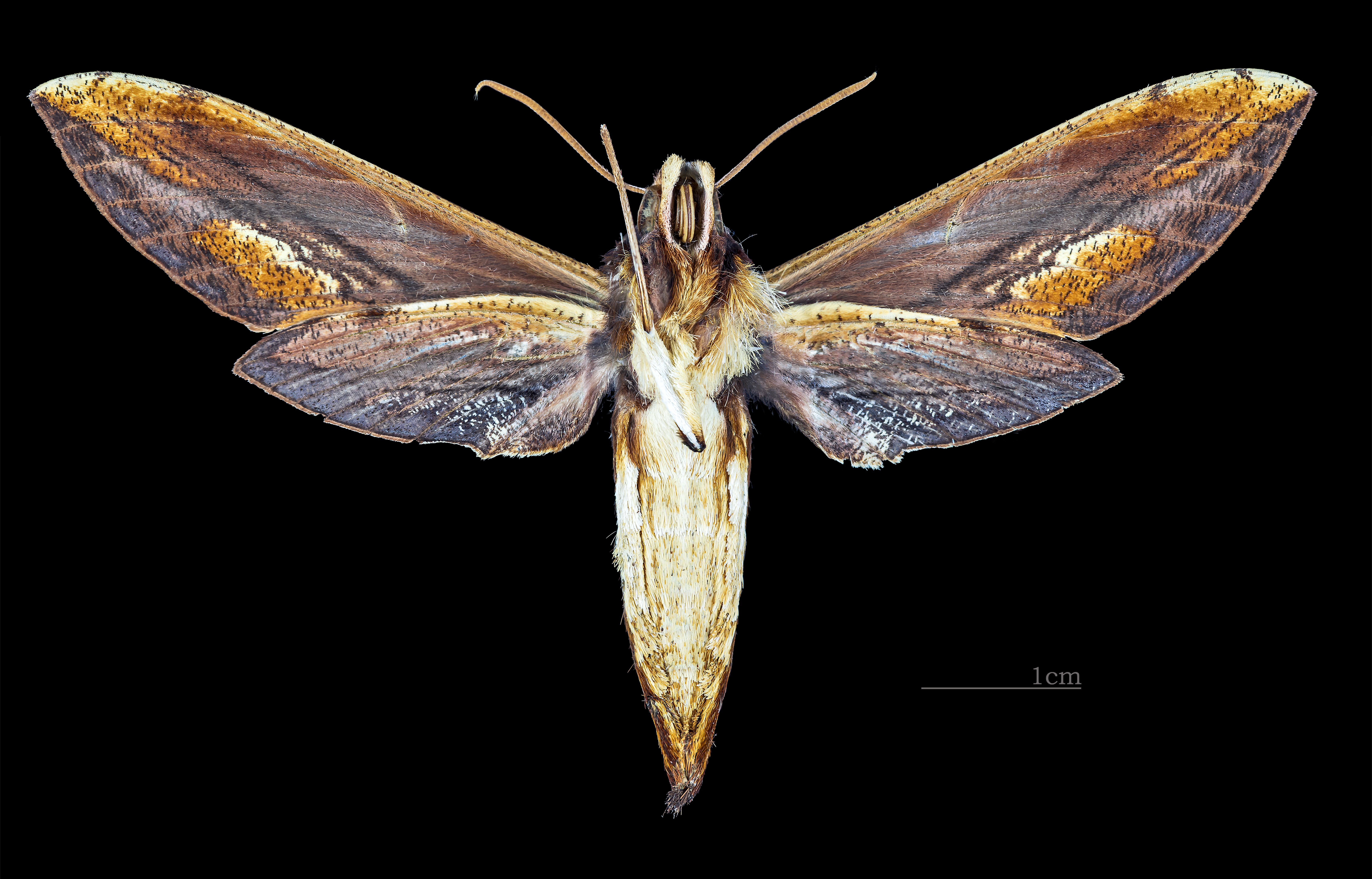
Xylophanes pyrrhus   ♀ △